# Lukácsháza
Lukácsháza est un village et une commune du comitat de Vas en Hongrie.